# Tornedalsfinsk
Tornedalsfinsk eller meänkieli er det sprog, der udviklede sig i den del af det finsksprogede Nordkalotten, som forblev en del af Sverige, efter Finland blev en del af Rusland i 1809. Selve ordet meänkieli betyder "vores sprog". Fra gammel tid blev dette navn anvendt af tornedalingerne for at skelne mellem sproget i Tornedalen ("vores sprog") og almindeligt finsk i Finland.
Tornedalsfinsk opstod, fordi det, der tidligere var en finsk dialekt i Tornedalen, ikke udviklede sig sammen med det øvrige finske sprog på den anden side af grænsen, der løbende er blevet standardiseret gennem de sidste 200 år. Dermed begyndte tornedalsfinsk at skille sig mere og mere ud fra det standardiserede finske sprog i Finland, både grammatisk og leksikalsk. Desuden har både svensk og samisk haft en stadig større indflydelse på tornedalsfinsk gennem en målrettet forsvenskningspolitik de sidste hundrede år, hvor svensk var det eneste sprog i skolen.

## Udbredelse
Meänkieli tales i Pajala, Haparanda, Övertorneå og til en vis grad i Kiruna og Gällivare samt af udflyttede tornedalinger i andre dele af Sverige.

## Status
I dag er tornedalsfinsk et af Sveriges officielle minoritetssprog, en status det fik af Sveriges riksdag den 2. december 1999. Foreningen Svenska Tornedalingars Riksförbund-Tornionlaaksolaiset, STR-T, arbejder på at fremme tornedalsfinsk. Der er daglige radioudsendelser på sproget.

## Tornedalsfinsk i skønlitteraturen
Den sproglige og kulturelle udvikling på den svenske side af Tornedalen det sidste årti, har været skildret af Mikael Niemi i romanen Populærmusik fra Vittula (skrevet på svensk, og siden oversat til tornedalsfinsk). Andre forfattere og sangere har også skildret Tornedalen.